# ديريك تريبيت
ديريك تريبيت (بالإنجليزية: Derrick Tribbett)‏ هو موسيقي أمريكي، ولد في 18 ديسمبر 1984 في بيوريا في الولايات المتحدة.